# Rafael Santos Torroella
Rafael Santos Torroella (Portbou, Gerona, 21 de enero de 1914-Barcelona, 29 de septiembre de 2002) fue un crítico y profesor de arte, traductor, poeta y dibujante español.

## Biografía

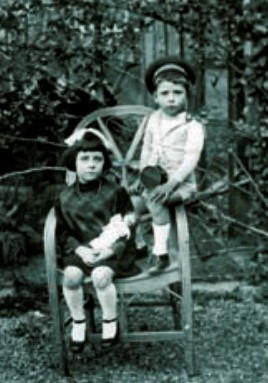
Rafael Santos junto a su hermana Ángeles Santos, hacia 1917.

Rafael Santos nació en la localidad gerundense de Portbou, el 21 de enero de 1914. Era el segundo hijo del matrimonio formado por Julián Santos Estévez, un inspector de Aduanas procedente de Salamanca y de Aurelia Torroella. Su hermana mayor Ángeles Santos sería una destacada y precoz pintora. En Portbou, a donde llegó destinado su padre, vivía su familia materna, ya que su abuelo, Rafael Torrella i Cardoner, era propietario de una agencia de Aduanas en este municipio fronterizo catalán.
Los sucesivos destinos de su padre le hicieron recorrer gran parte de la geografía española. Durante sus primero años vivió Ripoll, La Junquera, Le Perthus y Portbou. Pasó posteriormente por Salamanca y Valladolid y San Sebastián.
En 1924, su padre fue nombrado administrador de la Aduana de Ayamonte, en la provincia de Huelva y su hermana Ángeles ingresó interna en el colegio de las Esclavas del Sagrado Corazón de Sevilla, donde se inició en el dibujo y la pintura. Allí recomendaron a sus padres que Ángeles se dedicara a la pintura, para la que había nacido. Dos años más tarde, cuando la familia se trasladó a Valladolid, Ángeles empezó a recibir clases de pintura de un veterano profesor italiano, Cellino Perotti, a las que también asistía Rafael. El impacto temprano de la pintura de su hermana le permitió mantener contacto desde muy joven con muchos de los intelectuales más destacados de esa época como Ramón Gómez de la Serna, Ernesto Giménez Caballero, Federico García Lorca, Jorge Guillén o Emilio Gómez Orbaneja.
Por presión de su padre estudió Derecho en las universidades de Valladolid y Salamanca y simultáneamente se matriculó como alumno libre en el Seminario de Arte y Arqueología de la Facultad de Historia de la Universidad de Valladolid. Durante la guerra civil colaboró en la revista Juliol (Barcelona, 1936), y en 1938 ganó el premio de poesía Combatiente del Este (Valencia, 1938). Al terminar la guerra fue encarcelado y condenado por auxilio a la rebelión.
Fue profesor de la Facultad de Bellas Artes de San Jorge y autor de diversos libros sobre Joan Miró, Pablo Picasso y Salvador Dalí, entre otros, y contribuyó a renovar el panorama artístico catalán después de la guerra, lo que le hizo ser considerado una autoridad en el universo artístico. Sus estudios, especialmente los dedicados a Miró y Dalí, se pueden consultar en las bibliotecas de todo el mundo.
En el campo literario, Santos publicó diversos volúmenes de poesía en español. Efectuó también muchas traducciones del inglés y el francés, especialmente de libros infantiles y estudios de arte; en ocasiones, firmaba como R.S.Torroella. Tradujo poesías de Fernando Pessoa y Carles Riba. Fue una de los descubridores del talento de Joan Brossa, del que realizó la primera traducción al español en 1951, y fue secretario de tres Congresos de Poesía celebrados en Segovia, Salamanca y Santiago de Compostela (1952, 1953 y 1954).
Fue distinguido con el premio Boscán en 1959, y con la Medalla de Oro de las Bellas Artes. También fue miembro de la Real Academia de Bellas Artes de San Jorge.
En el año 2014, el Ayuntamiento de Gerona adquirió la colección de arte «Rafael y María Teresa Santos Torroella» e ingresó en donación el Archivo y la Biblioteca «Rafael y María Teresa Santos Torroella».

## Obras y publicaciones
- John Constable y sus conferencias sobre la historia del paisaje por Rafael Santos Torroella. Publicado en COBALTO Arte Antiguo y Moderno Volumen I - Cuaderno 1.°  (junio de 1947)
- Rubén Darío, ilustraciones de Rafael Santos: Los motivos del lobo Barcelona: La Polígrafa, 1950.
- Los números del tiempo. Antología del Reloj y las Horas en la Poesía Castellana [reunida, prologada e ilustrada con dibujos] por Rafael Santos Torroella [y con un poema propio]. Volumen primero de Biblioteca Literaria del Relojero dirigida por Luís Montañés Fontenla. Madrid: Roberto Carbonell Blasco, 1953.
- Salamanca Barcelona: Noguer, 1958.
- Rafael Santos; acuarelas de Federico Lloveras: Viaje artístico por España Barcelona: Polígrafa, 1975.
- Santos Torroella, [recopilador de la] antología; acuarelas de Estrada Vilarrasa Pintura. Poesía del mar Barcelona: Aganipe, 1981.
- R.Santos, editor: Salvador Dalí corresponsal de J.V.Foix, 1932-1936 Barcelona: Mediterrània, 1986.

### Poesía
- Ciudad perdida Barcelona: Cobalto, 1949.
- Sombra infiel Madrid: Rialp, 1952.
- Nadie: poemas del avión Melilla: Cremades, 1954.
- Cerrada noche Barcelona: Instituto de Estudios Hispánicos, 1959. Premio Boscán.
- Poesías (1935-1962) Buenos Aires: Losada, 1964.
- 4 poemas de Rafael Santos Torroella Barcelona: Sala Gaspar, 1967.
- Sueños Barcelona: Rafael Santos, 1976.
- Cuaderno-77 Barcelona: Rafael Santos, 1977.
- Cuaderno-78 Barcelona: Rafael Santos, 1978.
- Antología poética Madrid: Visor, 1996.

### Crítica y estudios de arte
- Valeriano Bécquer Barcelona: Cobalto, 1948.
- El cartel Barcelona: Argos, 1949.
- Salvador Dalí Madrid: Afrodisio Aguado, 1952.
- Vilacasas Barcelona: Zen, 1961.
- Corberó Madrid: Editora Nacional Magerit, 1962.
- Xavier Regas Madrid: Editora Nacional Magerit, 1962.
- Marcel Martí Madrid: Ateneo de Madrid, 1963.
- Evarist Vallès Barcelona: Tall. tip. Ariel, 1964.
- Miguel Capel Barcelona: Galería René Metras, 1965.
- Del románico al pop art Barcelona: Edhasa, 1966.
- Grau-Garriga Madrid: Sala de Exposiciones de la Dirección General de Bellas Artes, 1968.
- Julio Antonio: exposición antológica (Barcelona, Escuela Superior de Bellas Artes de San Jorge) Madrid: Dirección General de Bellas Artes, 1969.
- Revisiones y testimonios: dietario artístico Barcelona: Taber, 1969.
- Manuel Capdevila y la "generación prohibida" Barcelona: Sala Parés, 1972.
- El pintor Francisco Miralles (1848-1901) Barcelona: RM, 1974.
- Dibujos de Grau Sala Madrid: Ibérico Europea de Ediciones, 1976.
- En torno a Ángel López-Obrero y su obra ejemplar Córdoba: Librería Luque, 1976.
- Pruna Bilbao: La Gran Enciclopedia Vasca, 1976.
- Tharrats Bilbao: La Gran Enciclopedia Vasca, 1976.
- Hartung: olis i aiguades damunt cartró 1973-1977 Barcelona: Galeria Joan Prats, 1977.
- "J.Fin" (José Vilató Ruiz) 1916-1969 Madrid: Galería Ponce, 1977.
- Jorge Castillo: seis constantes de su pintura Barcelona: Galeria Joan Prats, 1978.
- Agustí Río Bilbao: La Gran Enciclopedia Vasca, 1981.
- Estrada Vilarrasa Bilbao: La Gran Enciclopedia Vasca, 1981.
- Marià Llavanera (1890-1927) Figueras: Museu de l'Empordà, 1984.
- La miel es más dulce que la sangre: las épocas lorquiana y freudiana de Salvador Dalí Barcelona: Seix Barral, 1984.
- Rafael Santos, asesor y supervisor Diccionario "Ràfols" de artistas contemporáneos de Cataluña y Baleares Barcelona: Ed. Catalanes, 1985-1989.
- Rafael Santos, director Enciclopèdia vivent de la pintura i l'escultura catalanes Barcelona: Àmbit, 1985.
- Salvador Dalí i el Saló de Tardor, discurs d'ingrés de l'acadèmic electe Rafael Santos i Torroella Barcelona: Reial Acadèmia Catalana de Belles Arts de Sant Jordi, 1985.
- Ramon Pichot Barcelona: Àmbit, 1986.
- Rafael Santos, Xavier Amir Els realismes de Joan Padern Palafrugell: Xavier Amir, 1986.
- Fortuny Barcelona: Nou Art Thor, 1988. Segona edició.
- Rafael Santos, María José Casado El Greco Madrid: SARPE, 1988.
- Rafael Santos, María José Casado Murillo Madrid: SARPE, 1988.
- Rafael Santos, María José Casado Picasso Madrid: SARPE, 1988.
- Rafael Santos, María José Casado Sorolla Madrid: SARPE, 1988.
- Rafael Santos, María José Casado Dalí Madrid: SARPE, 1990.
- Dalí residente Madrid: CSIC, 1992.
- Natura morta Barcelona: Galería Trama, 1992.
- Vert-Nibet Barcelona: Galeria d'Art Grifé & Escoda, 1992.
- Dalí, época de Madrid Madrid: Residencia de Estudiantes, 1994, 2004. 2 ediciones.
- 35 años de Joan Miró Barcelona: Parsifal, 1994.
- Rafael Santos, Daniel Giralt-Miracle, Joan Perucho Galeria de retrats: Dibuixos i aquarel·les, Museu de l'Empordà Figueras: Ayuntamiento, 1995.
- La trágica vida de Salvador Dalí y otras indagaciones dalinianas Barcelona: Parsifal, 1995.
- "Los putrefactos" de Dalí y Lorca: historia y antología de un libro que no pudo ser Madrid: CSIC, 1998.
- Rafael Santos Torroella entrevista a Miró, Dalí y Tapies Barcelona: Universidad de Barcelona, 2004.
- Rafael Santos; edición de María Teresa Bermejo de Santos Torroella, Ricard Mas Peinado El primer Dalí, 1918-1929: catálogo razonado Valencia: Instituto Valenciano de Arte Moderno, 2005.

### Traducciones y antologías destacadas
- E. H. Gombrich, Historia del Arte. Traducción de Rafael Santos Torroella. Barcelona, Argos, 1951.[4]
- Luis Cernuda, Antología poética. Introducción y selección de Rafael Santos Torroella  Esplugues de Llobregat: Plaza & Janés, 1989.
- Fernando Pessoa, Poemas escogidos. Traducción de Rafael Santos Torroella. Esplugues de Llobregat: Plaza & Janés, 1972.
- Carles Riba, Antología poética. Traducción de Rafael Santos Torroella y Paulina Crusat. Madrid: Ínsula, 1956. Texto. (enlace roto disponible en Internet Archive; véase el historial, la primera versión y la última).
- Carles Riba, Antología: texto bilingüe. Selección, traducción y prólogo de Rafael Santos Torroella. Esplugues de Llobregat: Plaza & Janés, 1983.
- Carles Riba, Salvatge Cor = Salvaje corazón. Traducción de Rafael Santos Torroella. Madrid: Visor, 1988.